# Shae D'Lyn
Shae D'Lyn est une actrice américaine née le 24 novembre 1962 à Abilene au Texas aux États-Unis.

## Filmographie
- 1993 : The American Clock (TV) : Doris jeune
- 1993 : Ghost Mom (TV) : Jean
- 1993 : Code Quantum (TV) : Alexandra Covington (saison 5  ep. 15)
- 1994 : Hits! : Doozie
- 1995 : Menaces dans la nuit (Awake to Danger) (TV) : Lorette McAdams
- 1995 : Secrets (TV) : Edwina Phelan
- 1996 : 364 Girls a Year
- 1997 : Convict 762 : Sheridan
- 1997 : Bonjour les vacances : Viva Las Vegas (National Lampoon's Vegas Vacation) : Cousine Vicki
- 1998 : Girlie Magazine Party
- 2002 : Ant : Femme
- 2003 : Replay : Ellie (voix)